# 寬水道車站
寬水道車站（英語：Broad Channel station）是美國紐約地鐵IND洛克威線的一個地鐵站，位於皇后區同名鄰里諾埃爾路及西路交界，設有A線（任何時候停站）及洛克威公園接駁線（任何時候停站），後者以此站為總站。
此站也是寬水道島的唯一地鐵站，位於牙買加灣之上。島上只有約3,000名居民，故此此站是紐約地鐵最少人使用的車站，若排除關閉的科特蘭街車站。然而此站有很重要的角色，是前往洛克威公園-海灘116街的洛克威公園接駁線與前往布魯克林和曼哈頓的A線列車的轉乘點。
此站以北額外新增了兩條軌道。其中一條軌道用於洛克威公園接駁線列車接駁和返回洛克威，另一條軌道稱作遠洛克威測試軌道。後者兩條軌道用於測試新地鐵列車以確保可用於紐約市公共運輸局的地鐵列車營運。

## 車站結構
| M        | 夾層               | 跨線橋                                                                       |
| P 月台層 | 側式月台，右側開門 | 側式月台，右側開門                                                           |
| P 月台層 | 北行               | 往英伍德-207街（霍華德海灘-JFK機場） · 總站軌道                              |
| P 月台層 | 南行               | 往遠洛克威（海灘67街） · （ 黃昏尖峰時段）往洛克威公園-海灘116街（海灘90街） |
| P 月台層 | 側式月台，右側開門 |                                                                              |
| G        | 地面層車站屋       | 出入口、車站詢問處、MetroCard自動售票機、閘機                                |

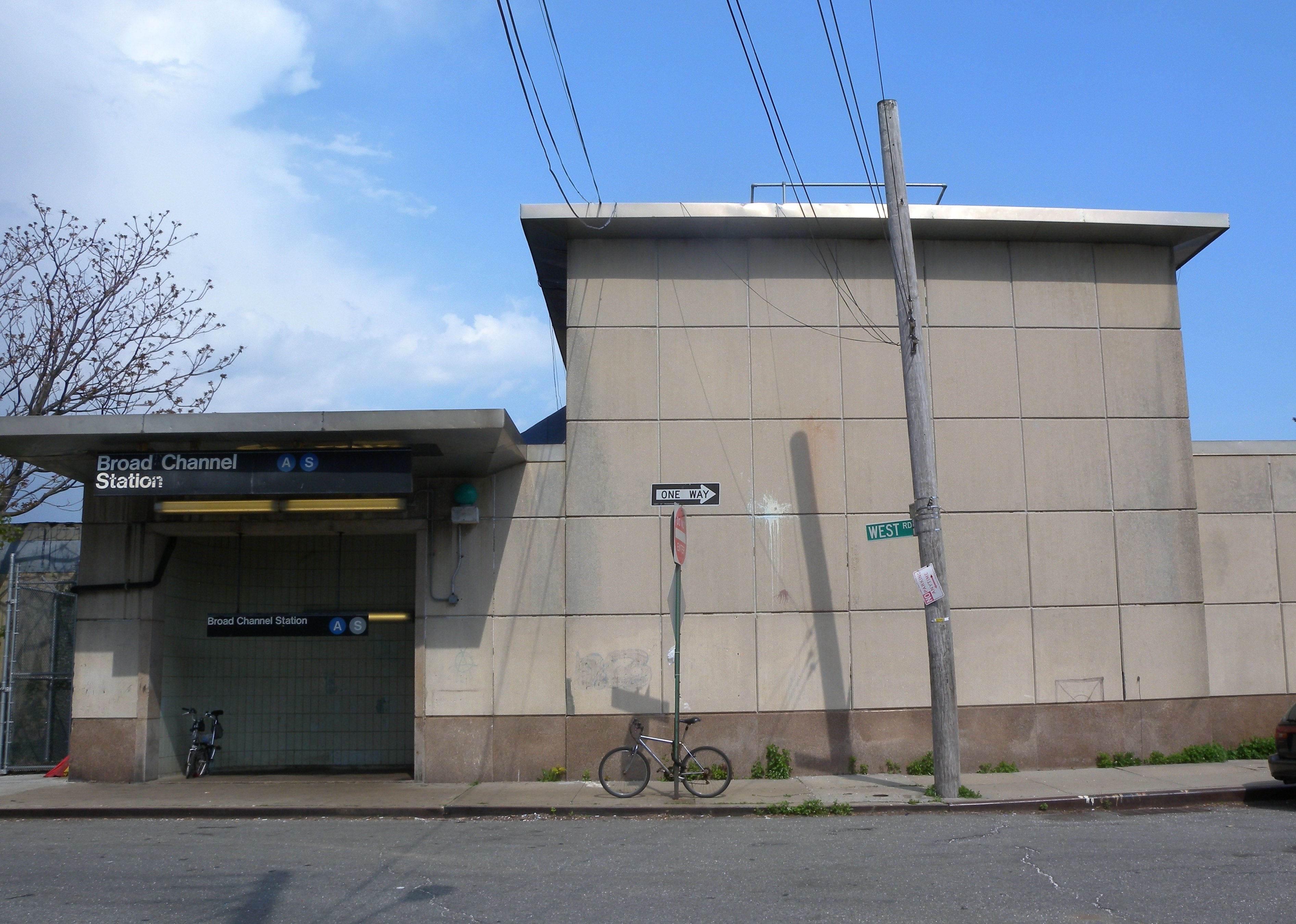
諾埃爾路入口

此站設有兩個側式月台和兩條軌道，各寬12英呎長逾660英呎。月台北面部分有覆蓋。

## 外部連結
- nycsubway.org—IND Rockaway: Broad Channel
- Station Reporter — Rockaway Park Shuttle
- The Subway Nut - Broad Channel Pictures （页面存档备份，存于）
- Entrance from Google Maps Street View
- Platforms from Google Maps Street View